# روض‌الجنان و روح‌الجنان
روض‌الجنان و روح‌الجنان فی تفسیرالقران که تفسیر ابوالفتوح رازی هم خوانده می‌شود، از کهن‌ترین و مفصل‌ترین تفاسیر قرآنی شیعی، نوشتهٔ حسن بن علی بن محمد خزاعی نیشابوری رازی، معروف به جمال‌الدین ابوالفتوح رازی (م ۵۵۴ ق) از متکلمان شیعهٔ امامیه در قرن ششم هجری است که با شیوهٔ «کلامی ـ روایی» و به زبان فارسی تألیف شده‌است.
ابوالفتوح رازی از اندیشمندان و مفسران قرن ششم که مهم‌ترین اثر تألیفی ایشان تفسیر وزین و جامع روض الجنان و روح الجنان است. یکی از ضروریت‌هایی که باعث شده‌است تا از جامعیت و گستردگی خاصی برخوردار شود ضروریت زمان است.
قرن ششم اولین قرنی است که شیعه فرصت نفس کشیدن و فعالیت فکری و فرهنگی پیدا می‌کند و می‌تواند معارف ناب شیعه را به جامعه عرضه کند.

## ویژگی‌های تفسیری تفسیر روض الاجنان
۱)نحوه ورود و خروج در تفسیر سوره‌ها و تک تک آیات:
الف) مباحث مقدماتی مثل مدنی یا مکی بودن سوره، عدد آیات سوره، تعداد کلمات سوره و فضیلت قرائت آن
ب) مباحث اصلی تفسیری هر سوره مثل۱. آیاتی را که باهم ارتباط داشته باشد می‌آورد و از نظر مضمون به یکدیگر ارتباط دارند و دارای وحدت سیاق و محتوا باشند نه اینکه تک تک آیات را بیاورد ۲. طرح شان نزول یا شان نزول‌های مختلف در ذیل آیات ۳. پرداختن به مباحث فقهی در ذیل آیات
۲)پیش فرض‌ها و مبانی تفسیری در روض الجنان:
هر مفسری قبل از آنکه به تفسیر قرآن دست بزند ناگزیر است که موضع خود را نسبت به بعضی از پیش فرض‌های مبانی تفسیری و مباحثی که تفسیری نیستند ولکن در تفسیر مؤثر هستند مشخص بنماید.
مبانی و پیش فرض‌هایی که ابوالفتوح ار آن‌ها بهره می‌گیرد را می‌توان به دو دسته کلی تقسیم کرد
الف) مبانی که به‌طور مستقیم مربوط به تفسیر است و اگر علمی به نام تفسیر نبود مثلاً آن مبانی و مباحث جایی برای مطرح شدن نداشت
ب) مبانی که جزء مسائل و ابوالفتح از آن‌ها به عنوان اصول موضوعه در تفسیر استفاده می‌کنند
۲–۱)تفاوت تاویل و تفسیر:
تفسیر علم سبب نزول آیه است و تنها راه دستیابی به این علم، روایات و رجوع به اقوال شان نزول است و ابوالفتوح تفسیر را مترادف و هم‌معنی تنزیل گرفته‌ام تاویل ترجیح یکی از محتملات در معنای آیه است که بواسطه علم به لغت عرب و علوم مختلف حاصل می‌شود.
کتاب روض الجنان را باید یک کتاب تفسیری تاویلی دانست که هم به بیان سبب نزول آیه می‌پردازد و با استفاده از علوم مختلف به ترجیح یکی از محتملات در معنای آیه نیز همت می‌گمارد.
۲–۲)محکم و متشابه: تقسیم آیات قرآن به محکم و متشابه است برای روشن شدن معنا و مفهومش نیاز است.
۲–۳)نسخ
۳) کارکرد و نقش ادبیات عرب و علم لغت در روض الجنان:
تفاوت قرار دادن بین هم معناهای یک کلمه مثل سفک که می‌شود صّب و سفح
۴)کارکرد علم اصول فقه در تفسیر روض الجنان
۵)کارکرد و نقش علم فقه در تفسیر روض الجنان:
به بیان حکم فقهی در آیه به تبیین نظرات مختلف در آن مسئله فقهی می‌پردازد و این ناشی از ضرورت زمانه ابوالفتوح است.
۶)کارکرد علم کلام و مباحث اعتقادی در روض الجنان
۷)کارکرد و نقش روایات در تفسیر روض الجنان:
ابوالفتوح در استفاده از روایات وحدت رویه ندارد در یکجا روایات منسوب به اهل بیت را مردود می‌شمارد و در عین حال این حجم از روایات از کسانی نقل می‌کند که شکی در کذاب و جعال بدون آن‌ها نیست بدون اینکه بحث از سند و دلیل کند.
۸)کارکرد اشعار، حکایات و اقوال صفویه:
۹)اهل بیت و بیان مناقب آن‌ها در روض الجنان:
مطرح کردن مباحث مربوط به اهل بیت و خصوصاً مربوط به اقامت و ولایت علی ابن ابی طالب به خوبی و به صورت بسیار گسترده مطرح شده‌است.
ابوالفتوح یک عالم شیعی مذهب است و در صدد دفاع از مبانی و اصول تشیع در زمان خود بوده‌است. در جای جای تفسیر خود به مناسبت‌های مختلف در مورد مناقب «اوصاف اهل بیت» شایستگی آن‌ها یرای امامت و ولایت بعد از پیامبر اکرم (ص) و مباحث کلامی و اعتقادی مربوط به اهل بیت به تفضیل سخن گفته‌است.
از خصوصیات دیگر می‌توان به تأثیرپذیری فراوان و گسترده ابوالفتوح از تفسیر شریف تبیان است.

## روش و منهج تفسیری ابوالفتوح رازی
ابوالفتوح علاوه بر استفاده از یک رشته از مباحث و علوم مقدمه ای و ابزاری در تفسیر خود و کشف حجاب از آیات دارای منهج و روش خاص تفسیری است و منهج ایشان در تفسیر یک منهج ترکیبی و بر اساس ترکیب روش‌ها است مجموعه روش ایشان را می‌توانیم روش اجتهادی که مبتنی بر تجزیه و تحلیل مفاد آیه است دانست

## چاپ و نشر
تا کنون چاپ‌های متعددی از این کتاب منتشر شده‌است. در دانشنامه اسلام ذیل مدخل «تفسیر ابوالفتوح رازی» آمده: 
«تفسیر ابوالفتوح را نخستین بار تنی چند از فضلا، از جمله ملک الشعرا صبوری، در ۱۳۰۷ و ۱۳۰۹ در پنج مجلد آماده چاپ کردند که دو مجلد آن در ۱۳۲۳ به فرمان مظفرالدین شاه و سه جلد باقی‌مانده در ۱۳۱۳–۱۳۱۵ ش به دستور علی اصغر حکمت، وزیر معارف وقت، به چاپ رسید (همین چاپ، که در پایان مجلد پنجم حاوی مؤخره‌ای به قلم محمد قزوینی در بارة مؤلف و تفسیر اوست، در ۱۴۰۴ در قم به صورت افست منتشر شده‌است). چاپ دیگری از این کتاب در ده جلد در ۱۳۲۰ ش با تصحیح و حواشی مهدی الهی قمشه‌ای منتشر شد. چاپ سوم این کتاب در ۱۳۸۲ با تصحیح و حواشی میرزا ابوالحسن شعرانی در سیزده مجلد با نام «روض الجنان و روح الجنان» سامان یافت که بارها به طریق افست تجدید طبع شده‌است. آخرین چاپ آن در بیست جلد با تصحیح و مقابله با ۳۸ نسخة کهن و ذکر نسخه بدلها و با مقدمه‌ای مبسوط به کوشش و تصحیح محمد جعفر یاحقی و محمد مهدی ناصح در سالهای ۱۳۶۵ تا ۱۳۷۶ ش، از سوی بنیاد پژوهشهای اسلامی آستان قدس رضوی منتشر شد و برگزیدهٔ کتاب سال ایران شد.»

## شیوه تفسیر
مفسر پس از ذکر آیات قرآن، به ترجمه آیات و لغات سوره و تبیین مباحث دستوری (صرف و نحو) می‌پردازد؛ سپس وجوه مختلف قرائات و اسباب نزول را یادآور می‌شود و بخش پایانی را به توضیح و تفسیر آیات و بررسی اقوال مفسرین و احادیث و روایات ائمه معصومین و اخبار اهل تسنن اختصاص می‌دهد.
وی در ضمن مسائل قرآنی، از ذکر مباحث فقهی، لغوی، ادبی و تاریخی نیز غفلت نمی‌کند تا آنجا که جنبهٔ ادبی این تفسیر بسیار برجسته و قابل توجه‌است. محمد قزوینی در این باره می‌نویسد: 
«اغلب خصایص نحوی و صرفی و لغوی، و تعبیرات نادرهٔ زبان فارسی که در مؤلفات قرن پنجم الی قرن هفتم هجری مانند «تاریخ بیهقی» و «کلیله و دمنه» و «قابوسنامه» و «مرزبان‌نامه» و «اسرارالتوحید فی مقامات ابی سعید» و «چهار مقاله» نظامی عروضی و «راحةالصدور» راوندی و «سیاست نامه» نظام الملک و «لباب الالباب» عوفی و «تذکرةالاولیا» شیخ عطار و «جهانگشای جوینی» و غیرها مشاهده می‌شود، بعینها مع شییء زائد، در تفسیر حاضر نیز مشهود و محسوس است.»
خلاصه
حاصل آنچه در دو بخش این مقاله در مورد ویژگی‌های تفسیری و منهج تفسیری روض الجنان گذشت این است که این تفسیر را باید از تفاسیر اجتهادی، عقلانی، ادبی، احکامی به حساب آورد. اگر چه ما برای توصیف این تفسی مباحث مختلف این تفسیر را به صورت جداگانه به بحث نشسته‌ایم و مطالب تفسیر را تجزیه کردیم ولکن هر محققی که نظر اجمالی به تفسیر بیفکند این مطلب را میابد که همه یا بیشتر این مباحث در ذیل تک تک آیات مطرح و بکار گرفته شده‌است.

## تأثیرات
این تفسیر به جهت اتقان روش در تفسیر آیات و نیز به سبب دقت مطالب و مباحث، بر بسیاری از تفاسیر بعد از خود، از جمله «تفسیر کبیر» امام فخر رازی و «منهج الصادقین» ملا فتح‌الله کاشانی تأثیرگذار بوده‌است.